# Lauschner (Ortsdialekt)
Lauschner ist ein sehr eigener ostfränkischer Ortsdialekt in Lauscha im thüringischen Landkreis Sonneberg, der im Wortschatz dem Itzgründischen nahesteht, sich durch seine melodische Klangfärbung und eine etwas modernere Ortsgrammatik aber deutlich von ihm unterscheidet, und der damit außerhalb des itzgründischen Dialektgebietes steht.
Die früher vermuteten altböhmischen oder ilmthüringisch-sächsischen Wurzeln der Lauschaer Mundart sind nie nachgewiesen worden und auch nicht nachvollziehbar, stattdessen hat Julius Kob in seiner Phonetik der Lauschaer Mundart ihren ostfränkischen Charakter eindeutig festgestellt.
Da die ersten Lauschaer Hans Greiner und Christoph (Christoffel) Müller zuvor die Glashütte in Langenbach im Schleusegrund betrieben und dort mit ihren Familien gelebt hatten, ist als Grundsubstrat ein östliches hennebergisches Idiom des 14. bis 16. Jahrhunderts, ähnlich dem Ortsdialekt von Sachsenbrunn, anzunehmen, das durch die Herkunft der Glasmacher aus dem Schwäbischen, dem Oberfränkischen und dem Böhmischen, vielleicht auch aus den Niederlanden, beeinflusst wurde. Auch hugenottische Einflüsse sind gut möglich, da starke Indizien auf eine Anhängerschaft der Ortsgründer zur Wiedertäuferbewegung deuten.
In seiner reinen Form ist der Lauschaer Dialekt u. a. durch das Werk des Mundartdichters „Blaachs Erwin“ Erwin Müller-Blech überliefert. Aber auch heute wird noch gerne in Mundart – dann eher in einer für hochdeutsche Hörer etwas besser verständlichen volksmundlichen Umgangssprache – gesprochen, gedichtet und gesungen. Ihre unverwechselbaren Grundzüge spielen auch in der Alltagssprache noch eine große Rolle. Aufgrund der sprachlichen Veränderungen der letzten einhundert Jahre sind mehrere ursprüngliche Begriffe und Flurnamen aus dem Sprachgebrauch fast oder ganz verschwunden. In Ernstthal und bei den anderen erhaltenen Tochterglashütten werden durch die thüringischen Dialekte der Nachbarregionen vor allem in der Aussprache beeinflusste und überformte Varianten des „Lauschner“ gesprochen, ein Dialektkontinuum, das im Raum Goldisthal - Katzhütte im Ilmthüringischen und im Raum Piesau, Schmiedefeld, Reichmannsdorf im Südostthüringischen ausläuft. Bis zum Anfang des 20. Jahrhunderts war eine erzgebirgisch-südmeißenisch eingefärbte Variante im Steinacher Oberdorf verbreitet. Das Lauschner ist auch das Grundsubstrat des "Herrnhäuser" der ehemaligen Kreisstadt Neuhaus am Rennweg, das durch den Zuzug von Spezialisten der Röhrenherstellung aus Berlin und von Arbeitskräften aus dem weiteren Umland ab den 1950er Jahren zunehmend überformt wurde. Der aus einem Telefunken-Werk hervorgegangene VEB Röhrenwerk „Anna Seghers“, später VEB Mikroelektronik Neuhaus, beschäftigte Arbeiter und Angestellte aus dem ganzen Kreisgebiet, zeitweise bis zu 3000 Mitarbeiter.
Der Lauschaer Dialekt weist noch Sprachgepflogenheiten des 18. Jahrhunderts auf, was sich durch die Abgeschiedenheit der Bergregion erklärt. So ist der Gruß Diener! eine Verkürzung des damals gebräuchlichen „Ergebenster Diener!“, ähnlich der latinisierten Variante Servus!, die im Bairischen verwendet wird.
Die für das Itzgründische üblichen Diphthongierungen, wie die im benachbarten Steinach gebräuchlichen Laute iä und ou, kommen im Lauschner nicht vor, stattdessen der einem mittelhochdeutschen Laut ähnelnde charakteristische Diphthong eu [aɥ], der in Lauscha wie in einer unterfränkischen Region nahe Würzburg wie das holländische ui, im Lauschner mit starkem Anklang an den entsprechenden französischen Approximanten, gesprochen wird. Eine Eigenheit ist das „leere“ End-l (hier: `'l), d. h. der Laut wird mit zurückverlagerter Zungenwurzel angedeutet, die koronale Zungenbewegung aber nicht ausgeführt. Beispiel: (Eule = Aüe'l = [aɥɘ]). Weitere Merkmale sind das prominente [i] und die Verlagerung des ch-Lautes zum stimmlosen velaren Frikativ [x] (ich = iich). Dem Mainfränkischen entstammen typische Vokal- und Konsonantenverschiebungen, wie die das generell weiche alleinstehende „[d]“ (das Tal = dos Doo’l), das fränkisch „gerollte“ [r], die tendenzielle Verschiebung von ei zu ä (zwei Eier = zwää Ääer) und die Verwendung sowohl eines besonders geschlossenen, o-lautigen [o] als auch eines kraftvoll hellen, offenen [a] Lautes statt des hochdeutschen a, aber auch grammatikalische Besonderheiten, wie die Verwendung des Partizips II anstelle des Infinitivs: „Konnsta nochnd gefohr?“ „Naa.“ – „Kannst du nachher fahren?“ „Nein.“. Der kurze a-Laut wird hingegen durch den gerundeten halboffenen Hinterzungenvokal [ɔ] repräsentiert: Nacht = Nochd. Interessanterweise dient der a-Laut auch zur Unterscheidung des Artikels das (dos) von der Nebensatzeinleitung „dass …“ (dess …).
Mainfränkisch sind lebendige altertümliche Spezialwörter (Kartoffel = Ardöpf'l) und Vokabeln („Wenn wurer fei saa’lt?“ „Ho henza, vuurdn, nachtn on eenachtn aa.“ – „Wann war er denn dort?“ „Na jetzt, vorhin, gestern und auch vorgestern.“), die Verwendung eines lokal abgewandelten neuzeitlichen Präteritums zeigt die Nähe zu den mitteldeutschen Dialekten an. Ebenfalls aus der abgeschiedenen Lage und der Geschichte Lauschas erklärt sich die Eigenheit, in der Umgangssprache durch die vergleichsweise häufige Verwendung von Diminutiven (Endsilbe -la) und mit viel Ironie jede Art von Obrigkeitshörigkeit von vorneherein abzulehnen: „… Wer nie gespürt den Lauschaer Spott, der rühme sich einer Gnade von Gott! … “. Die im Fränkischen und im Mitteldeutschen übliche Rückversicherung "gell?" hat im Lauschner die lokale Variante "galta?" [ ɡalʈa?].
Das bekannteste Sprachbeispiel zum Üben: Es Heerla söcht zom Frääla: „Drontn im Hauseern onterm Neern licht a Bendaschlääche'l“. (Der Großvater sagt zur Großmutter: „Unten im Hausflur unter dem Fußboden liegt eine Blindschleiche“.)
Die Abgeschiedenheit des Ortes und die zunftmäßige Abschottung der Glasmacherfamilien führte zu einer ungewöhnlichen Häufung weniger Familiennamen. Vor etwa 150 Jahren gab es 300 Namensträger „Müller“, ebenso viele „Greiner“ und über 200 „Bäz“, „Böhm“ und „Leipold“. Zur Unterscheidung hängte man zunächst einen Beinamen an, schließlich mussten sogar ein Spitzname, die Verwandtschaftsverhältnisse, Berufe, kuriose Eigenschaften oder sonstige Unterscheidungsmerkmale verwendet werden, um im Ort für klare Verhältnisse zu sorgen. Der ganz oben am Berg wohnende wurde demnach „Bäz-Oberhäuser“ geheißen, ein in Schweden gewesener „Greiner-Schwed“ und ein Gastwirt „Böhm-Wirt“. Eine preußische Namensreform gab dem Sonderfall Lauscha die standesamtliche Gültigkeit. Wird im Dialekt kommuniziert, werden auch heute noch über Generationen ererbte oder neu erworbene Spitznamen bevorzugt vor amtlichen Namen verwendet.
Im Ortsteil Ernstthal lebte und wirkte die bekannte in Hochdeutsch über Südthüringer Motive schreibende Romanautorin und Erzählerin Wally Eichhorn-Nelson (Rauh ist der Kammweg und Kleine Stadt in den Bergen).